# Gare d'Audun-le-Tiche
Ne doit pas être confondu avec Gare d'Audun-le-Tiche-Mont ou Gare d'Audun-le-Roman.
La gare d'Audun-le-Tiche est une gare ferroviaire française de la ligne d'Esch-sur-Alzette à Audun-le-Tiche, située sur le territoire de la commune d'Audun-le-Tiche dans le département de la Moselle en région Grand Est.
Bien que située en France, cette gare est gérée et exploitée par la Société nationale des chemins de fer luxembourgeois (CFL) tout comme la gare de Volmerange-les-Mines.

## Situation ferroviaire
Établie à 301 mètres d'altitude, la gare d'Audun-le-Tiche est située au point kilométrique (PK) 12,196 de la courte ligne d'Esch-sur-Alzette à Audun-le-Tiche qui offre la particularité d'être constituée de deux tronçons appartenant aux réseaux de deux pays : luxembourgeois de la gare d'Esch-sur-Alzette à la frontière, et français de la frontière à la gare d'Audun-le-Tiche.
Ancienne gare de bifurcation elle est située, au PK 21,144 de la ligne de Fontoy à Audun-le-Tiche (inexploitée) et constitue l'origine des lignes déclassées d'Audun-le-Tiche à Hussigny-Godbrange et d'Audun-le-Tiche à Audun-le-Tiche - Villerupt.

## Histoire
La gare d'Audun-le-Tiche (en allemand : bahnhof Deutsch-Oth) est mise en service le 1er avril 1880 lors de l'ouverture de l'exploitation, de la ligne d'Esch-sur-Alzette à Audun-le-Tiche et de la ligne d'Audun-le-Tiche à Rédange. Elle est dotée d'un premier bâtiment utilisé pour le service qui est alors essentiellement de marchandises.
Sa desserte est renforcée, en 1904, lors de l'ouverture du prolongement jusqu'à Audun-le-Tiche de la ligne de Fontoy à Audun-le-Tiche ; entre 1901 et la construction du viaduc d'Audun-le-Tiche, cette ligne se terminait sur les hauteurs de la ville en gare d'Audun-le-Tiche-Mont.
L'ancien bâtiment ne permettant pas d'assurer convenablement le service des voyageurs, un nouvel édifice est construit dans son prolongement en 1910. Réel bâtiment voyageurs, il comporte les installations nécessaires, notamment, un hall, des salles d'attente, un guichet et un « dortoir pour les machinistes ».
La fermeture de la ligne de Fontoy à Audun-le-Tiche au trafic voyageurs en 1948 a isolé cette gare du réseau ferré français, qui n'est désormais rattachée qu'au seul réseau luxembourgeois ; la ligne raccordant la gare au réseau luxembourgeois a été remise en état et modernisée en 1992, mais réduite à une seule voie.
Exploitée par la seule Société nationale des chemins de fer luxembourgeois (CFL), elle bénéficie depuis 2020, bien qu'étant en territoire français, de la gratuité de la seconde classe des trains luxembourgeois au départ et à destination de cette gare.
La volonté des autorités luxembourgeoises à créer un bus à haut niveau de service entre Esch-sur-Alzette, Audun-le-Tiche et Villerupt en réutilisant la plateforme de la ligne CFL, qu'ils jugent trop peu fréquentée, condamnerait à terme la gare à la fermeture.

## Service des voyageurs

### Accueil
Halte CFL, c'est un point d'arrêt non géré. La halte est équipée d'un automate pour l'achat de titres de transport.

### Desserte

Gravure du premier bâtiment de la gare, avant 1914.

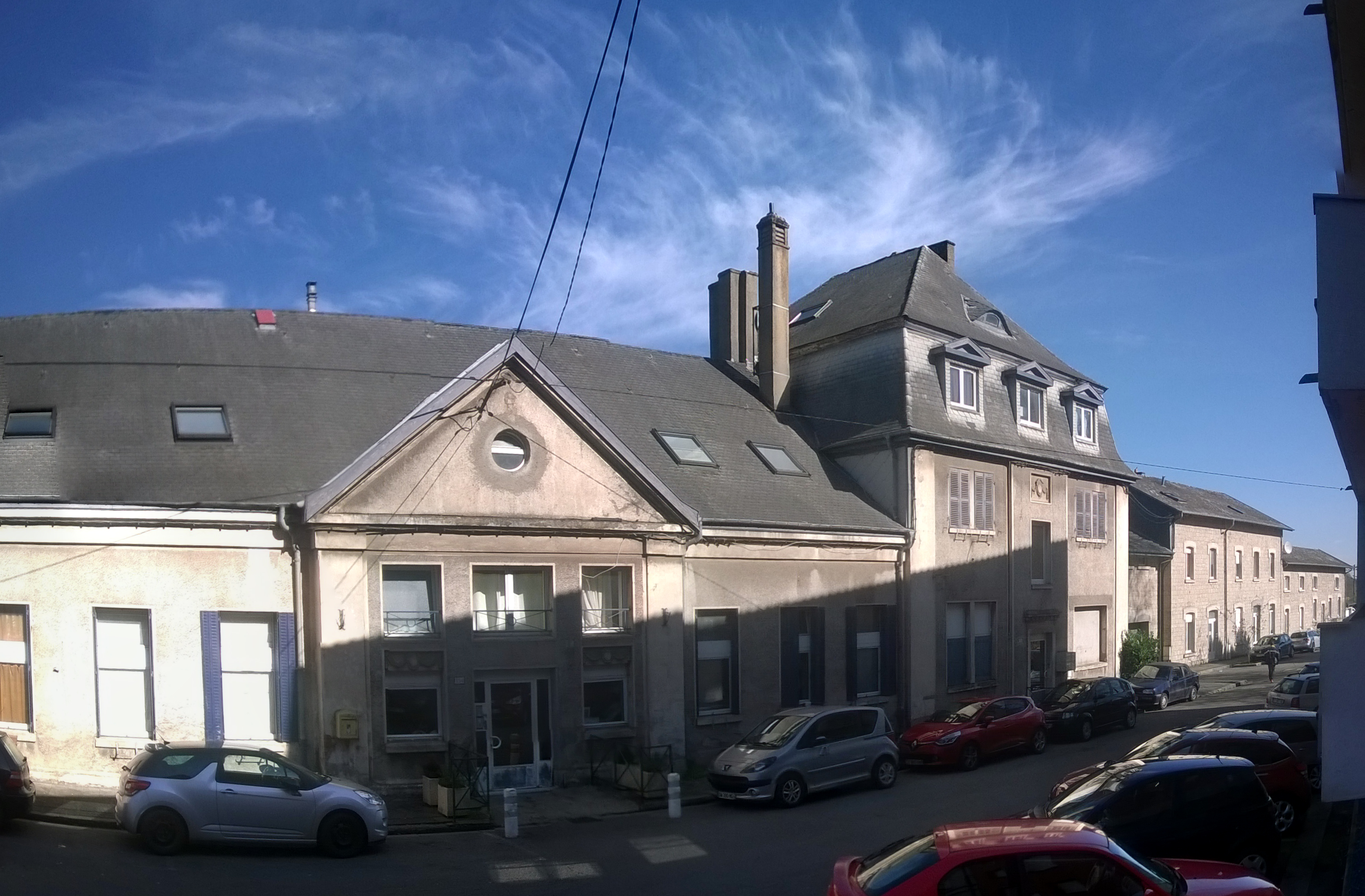
Le bâtiment de 1910, avec l'ancienne gare au second plan.

Audun-le-Tiche est desservie par des trains Regionalbunn (RB) des CFL de la relation Esch-sur-Alzette - Audun-le-Tiche,.

### Intermodalité
Un parking pour les véhicules (167 places) y est aménagé. La gare est desservie par les lignes 46 et 52 du réseau Fluo Grand Est 57 et par les lignes 602 et 604 du Régime général des transports routiers luxembourgeois.

## Patrimoine ferroviaire
Les deux anciens bâtiments sont toujours présents, rue de la gare. Inutilisés pour le service ferroviaire, ils sont devenus des habitations privées. Le bâtiment le plus ancien, à la façade en pierre, est constitué d'un corps central de cinq travées encadré par deux ailes asymétriques (l'aile la plus courte était autrefois prolongée par une longue extension plus basse). Positionnée juste à côté, un bâtiment plus vaste a été réalisé en 1910 et se compose d'une partie basse au toit à croupe avec trois et cinq travées encadrant un fronton avec une horloge cintrée, et d'une partie haute de deux étages avec une toiture mansardée. La façade est fort dépouillée en dehors de quelques guirlandes en pierre de style néo-classique disposées en festons de part et d'autre de cartouches ovales.